# Induni
Induni est une entreprise suisse de construction dont le siège social est à Genève. L'entreprise compte parmi ses clients, l'État et la Ville de Genève, l'État de Vaud, de très nombreuses communes genevoises et vaudoises ainsi que de nombreux investisseurs privés.

## Historique
C'est en 1917 que Pierre Induni fonde la société qui porte son nom et qui est devenu l'une des plus grandes entreprises de construction de Suisse Romande[réf. nécessaire].  En 1935, associé à ses fils Charles et Édouard, il crée la société Pierre Induni et Fils. Lorsqu'il se retire en 1951, la société devient Induni & Cie puis, enfin Induni & Cie SA en 1970.
En 1985, les frères Induni cèdent le capital de l'entreprise à la société zurichoise d'électronique Züblin. L'entreprise grandit rapidement et assure son emprise sur le marché en améliorant et en créant de nouvelles techniques liées à la construction

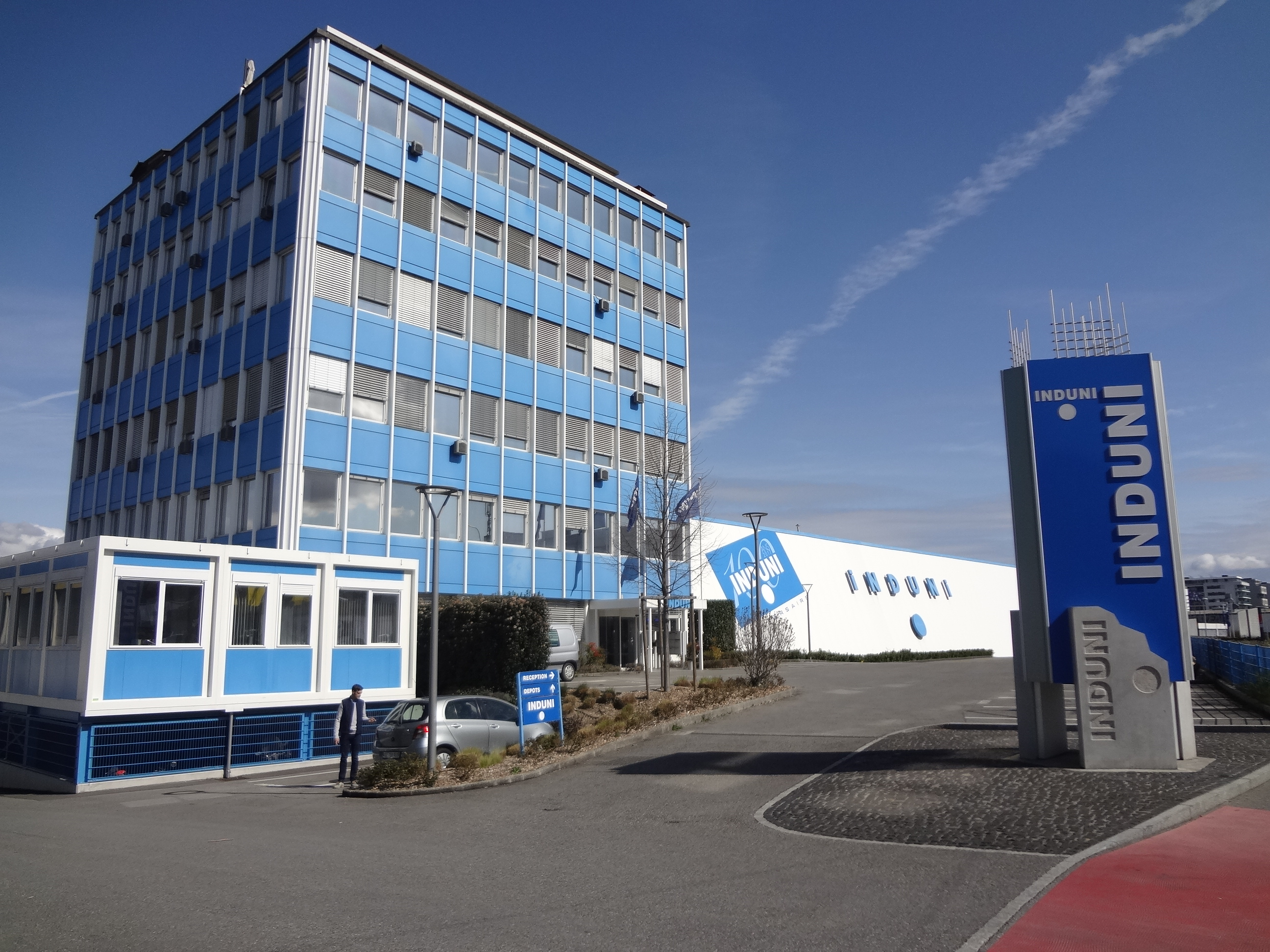
Siège au Petit-Lancy.

En 1997, l'entreprise est rachetée par ses cadres supérieurs et retrouve son autonomie en 2007. En 2014, 600 personnes travaillent pour Induni sur quatre sites : Genève, Nyon, Lausanne et Sion.